# مارگارت سی میلر
مارگارت کریستیانا میلر (به انگلیسی: Margaret Christina Miller) (متولد ۱۹۵۵ میلادی) باستان‌شناس و نویسنده و استاد کرسی رنی جورج باستان‌شناسی کلاسیک در دانشگاه سیدنی است.

## شغل
میلر لیسانسش را از دانشگاه بریتیش کلمبیا گرفت و فوق لیسانسش را از دانشگاه آکسفورد گرفت و دکترایش را در سال ۱۹۸۵ از دانشگاه هاروارد دریافت کرد. عنوان تز دکترایش «Perserie: the arts of the East in fifth-century Athens» بود. او مطالعاتش را در زمینه کلاسیک در مدرسه آمریکایی مطالعات کلاسیک آتن ادامه داد.
او در حفاری‌های باستان‌شناسی در بریتانیا، مصر و ترکیه شرکت داشت و پروژه باستان‌شناسانه زاگورا - پروژه حفاری شهر ساحلی زاگورا در یونان - رهبر تیم (در سال ۲۰۱۲) و یکی از رهبران تیم (سال ۲۰۱۳، ۲۰۱۴، ۲۰۱۹) بود.
قبل از جابه‌جایی به دانشگاه سیدنی، جایی که او نویسنده و استاد کرسی رنی جورج باستان‌شناسی کلاسیک بود، میلر در کاناد در دانشگاه مک‌مستر و دانشگاه تورنتو کار می‌کرد.
او به عنوان عضو مدعو در آکادمی علوم انسانی استرالیا در سال ۲۰۱۴ انتخاب شد. و در سال‌های بعد عضو متناظر در انجمن باستان‌شناسی آلمان شد.

## آثار
- Miller, Margaret Christina (19 August 2004). Athens and Persia in the fifth century B.C. : a study in cultural receptivity. Cambridge University Press (published 1997). ISBN 978-0-521-60758-2.
- Miller, Margaret Christina; Csapo, Eric, eds. (2003). Poetry, theory, praxis: the social life of myth, word and image in ancient Greece: essays in honour of William J. Slater. Oxbow. ISBN 978-1-84217-101-1.
- Csapo, Eric; Miller, Margaret C., eds. (15 January 2007). -9780521836821 The origins of theater in ancient Greece and beyond: from ritual to drama. Cambridge University Press (published 2007). ISBN 978-0-521-83682-1. {{cite book}}: Check |url= value (help)